# Ryan North
Ryan North (né le 20 octobre 1980 à Ottawa) est un scénariste de bande dessinée et programmeur canadien. Il anime la populaire bande dessinée en ligne Dinosaur Comics depuis 2003.

## Publication en français
- Adventure Time (scénario), avec Shelli Paroline et Braden Lamb (dessin), 3 vol., Urban Comics, 2013-2014.

## Prix et récompenses
- 2013 : Prix Eisner de la meilleure publication pour enfants avec Adventure Time (avec Shelli Paroline et Braden Lamb)
- 2013 : Prix Harvey spécial de l'humour, de la meilleure publication graphique originales pour jeunes lecteurs pour Adventure Time
- 2014 : Prix Harvey spécial de l'humour, de la meilleure publication graphique originales pour jeunes lecteurs pour Adventure Time
- 2017 : Prix Eisner de la meilleure publication pour adolescents pour Écureuillette (en) (avec Erica Henderson) ; de la meilleure publication humoristique pour Jughead (avec Chip Zdarsky, Erica Henderson et Derek Charm)
- 2024 : Prix Eisner de la meilleure publication pour adolescents pour Danger and Other Unknown Risks (avec Erica Henderson)[1]